# Józef Gembart
Józef Gembart herbu Jastrzębiec (ur. 18 marca 1743 w Gostyczynie, zm. 30 grudnia 1821) – polski duchowny rzymskokatolicki, biskup pomocniczy gnieźnieński w latach 1814–1821.

## Życiorys
Ukończył szkołę i Kolegium jezuitów w Kaliszu, po czym kontynuował naukę za granicą. Czując powołanie do życia zakonnego, wstąpił do Towarzystwa Jezusowego, gdzie, jak mówią zapisy, „odznaczał się skromnością, pobożnością, niepospolitymi zdolnościami oraz pięknym dowcipem”. Po kasacie zakonu jezuitów został kapłanem świeckim i proboszczem parafii Malanów. Nie wiadomo, jak długo nim był, jednak z zachowanych dokumentów wynika, że w 1780 dzięki ks. Józefowi Korytkowskiemu, kanonikowi gnieźnieńskiemu, został przeniesiony do Gniezna.
W 1783, w setną rocznicę bitwy pod Wiedniem, delegowany przez arcybiskupa Antoniego Kazimierza Ostrowskiego celebrował mszę św. w kolegiacie kaliskiej.
Po śmierci biskupa pomocniczego Ignacego Bardzińskiego kapituła gnieźnieńska na początku 1814 wymieniła go na pierwszym miejscu wśród trzech kandydatów, spośród których należało wybrać następcę zmarłego biskupa. Jak zapisano w dokumentach: „zamiast odpoczynku ze zbliżającym się sędziwym wiekiem większe daleko i ważniejsze czekały go dla dobra Kościoła urzędy i wysługi”. Arcybiskup Ignacy Raczyński z „radością wybrał go i przedstawił do zatwierdzenia Stolicy Apostolskiej jako męża nieskazitelnego żywota, zacnego charakteru, głębokiem nauki, rzadkiego doświadczenia oraz innych pięknych zalet i przymiotów”. W owym czasie nominat liczył już ponad 70 lat oraz 46 lat kapłaństwa.
20 listopada 1814 arcybiskup Ignacy Raczyński konsekrował go w kościele św. Krzyża w Warszawie, urząd biskupa pomocniczego archidiecezji gnieźnieńskiej objął 15 grudnia tego roku. Sprawował go przez 7 lat, aż do końca 1821.
Został pochowany w grobach pod kaplicą św. Krzyża w katedrze gnieźnieńskiej.